# Delkhofen
Delkhofen ist ein Ortsteil von Deilingen und liegt auf dem Großen Heuberg.

## Lage
Delkhofen liegt auf 810 m über N.N. und mitten in der Region der 10 Tausender.

## Geschichte
Die Gemarkung Delkhofens wurde erstmals von den Alemannen besiedelt, was Grabfunde belegen. 1381 kam das Dorf, in dem vor allem Bauern lebten, von der Deilinger Herrschaft Hohenberg zu Vorderösterreich. Durch Napoléon und den Preßburger Frieden vom 26. Dezember 1805 wurde es dem Königreich Württemberg zugeschlagen.
Durch Vertrag vom 4. Juli 1860 wurde Deilingen zur zusammengesetzten Gemeinde, bestehend aus den Teilgemeinden Deilingen und Delkhofen. Die beiden Orte teilten die Gemarkung bis dahin etwa im Verhältnis 3:2 auf. 1909 wurde die ebenfalls zur Gemeinde zählende Markung Hohenberg aufgelöst und ein Teil an Schörzingen abgegeben. Die Deutsche Gemeindeordnung erzwang 1935 die Umwandlung der zusammengesetzten in eine Einheitsgemeinde.

## Sehenswürdigkeiten
Die Kapelle St. Verena wurde 1723 zu Ehren des heiligen Marzellus und der heilige Verena geweiht. Neben zahlreichen Renovierungen erfolgte 1948 bis 1950 eine Vergrößerung.

## Vereine
Die Ortsgruppe Deilingen-Delkhofen des Schwäbischen Albvereins wurde im Jahr 2002 mit der Eichendorff-Plakette ausgezeichnet.

## Trivia
Im Freilichtmuseum Neuhausen steht ein strohgedecktes Tagelöhnerhaus aus Delkhofen. Das nach einem Bewohner „Fazi-Häusle“ benannte Haus wurde gegen Ende des 18. Jahrhunderts erbaut. Es steht für das karge Leben und mühsame Arbeiten auf dem Heuberg mit seinem rauen Klima.